# Kia Ray
Kia Ray – samochód osobowy typu kei van produkowany pod południowokoreańską marką Kia od 2011 roku.

## Historia i opis modelu

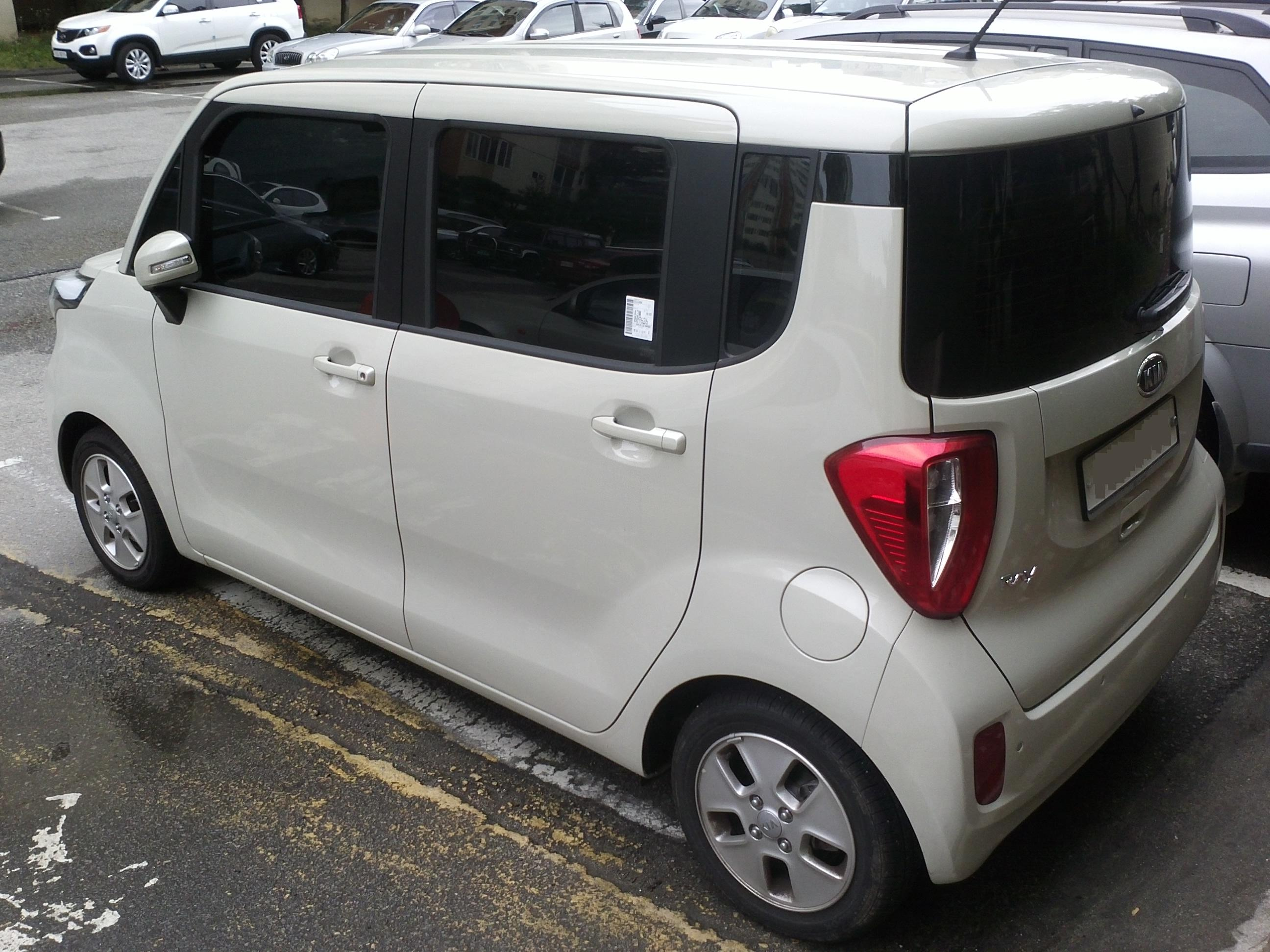
Kia Ray - tył

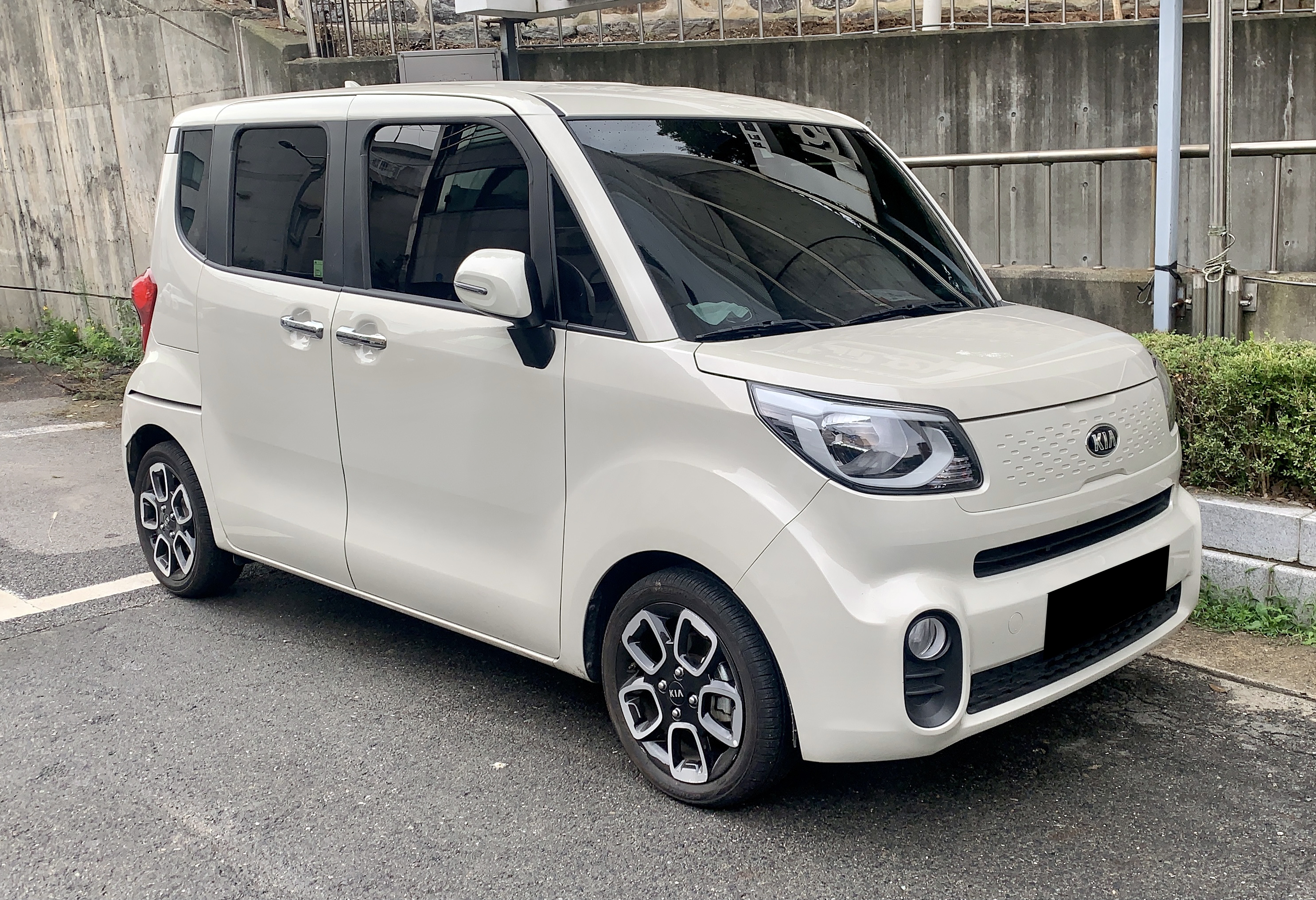
Kia Ray po liftingu

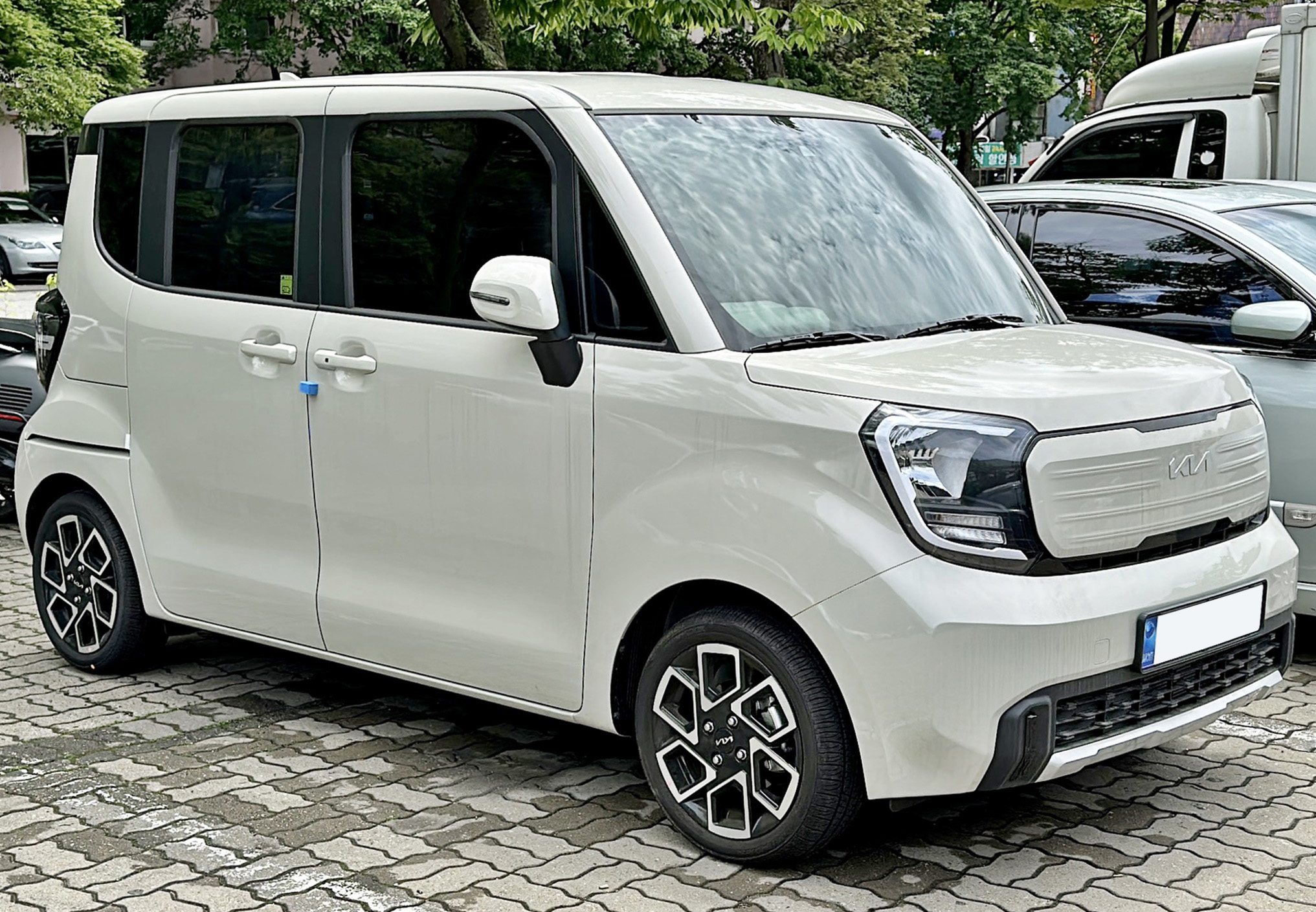
Kia Ray po drugim liftingu

W listopadzie 2011 Kia przedstawiła najmniejszy w swojej dotychczasowej ofercie samochód osobowy, mający uplasować się w ofercie poniżej hatchbacka Morning. Samochód przyjął koncepcję nawiązującą do japońskich kei carów, charakteryzując się pudełkowatą sylwetką, niewielkimi kołami, a także długością sięgającą lekko ponad 3,5 metra.
Nietypowym rozwiązaniem Kii Ray został asymetryczny układ drzwi. Tylne drzwi od strony kierowcy otwierały się w klasyczny sposób, z kolei te od strony pasażera odsuwają się do tyłu aby ułatwić wysiadanie w zatłoczonych miejscach parkingowych. Prawa strona pojazdu została pozbawiona słupka B, pozostawiając duży otwór ułatwiający wsiadanie na tylną kanapę.
Samochód został opracowany na bazie większego modelu Morning, dzieląc z nim także m.in. koło kierownicy, wybrane elementy wystroju kabiny pasażerskiej, a także gamę trzycylindrowych jednostek napędowych. Pojazd został opracowany specjalnie z myślą o wewnętrznym rynku Korei Południowej, pozostając tylko tam w sprzedaży przez kolejne lata rynkowej obecności.

### Restylizacje
W grudniu 2017 roku Kia Ray przeszła obszerną modernizację. Samochód otrzymał nowe wkłady reflektorów wykonane w technologii LED, niżej osadzoną atrapę chłodnicy, a także przemodelowane zderzaki i przeprojektowaną deskę rozdzielczą. Pojawił się większy, 7-calowy ekran systemu multimedialnego oferującego łączność z Apple CarPlay i Android Auto.
Drugą restylizację Kia Ray przeszła w sierpniu 2022, zyskując tym razem znacznie rozleglejsze zmiany wizualne upodobniające ją do o dekadę nowszych, najnowszych wówczas konstrukcji południowokoreańskiej firmy. Pojawił się nowy pas przedni, gdzie wąskie i wysoko osadzone reflektory zastąpiły bardziej kanciaste i szerzej rozstawione reflektory, większą osłonę chłodnicy, inne zderzaki oraz przeprojektowane lampy tylne z innym wytłoczeniem klapy bagażnika.

### Ray EV
Miesiąc po debiucie Kii Ray, w grudniu 2011 roku zaprezentowano wariant o napędzie elektrycznym, Ray EV. Układ napędowy utworzyła bateria litowo-jonowo-polimerowa o pojemności 16,4 kWh, umieszczając ją pod podłogą i tylnymi siedzeniami. Czas ładowania wynosi 6 godzin przy napięciu 220 V. Na stacji szybkiego ładowania samochód można naładować w ok. 25 min. Po pełnym naładowaniu Ray EV może przejechać do 139 km. Prędkość maksymalna auta wynosi 130 km/h, a rozpędzenie się do 100km/h zajmuje 15,9s. Moc silnika w przeliczeniu na konie mechaniczne wynosi 68.
W 2012 wyprodukowano 2500 sztuk modelu. Samochody trafiły do instytucji rządowych Korei Południowaj. Montaż auta odbywał się na tych samych liniach produkcyjnych, co odmiana spalinowa. Seryjnie wariant elektryczny wyposażono w system VESS (Virtual Engine Sound System), który imitował dźwięk silnika spalinowego w czasie jazdy do 20 km/h oraz podczas cofania. Elektryczny Ray został wyposażony w system nawigacji, który pokazuje stacje szybkiego ładowania oraz wyświetla zasięg samochodu. Kia Ray EV to pierwszy seryjnie produkowany samochód elektryczny w historii południowokoreańskiego przmysłu motoryzacyjnego.

### Silniki
- R3 1.0l Kappa II
- R3 1.0l Kappa II LPG